# Витязь (бухта)
Витязь — бухта в северо-восточной части залива Посьета Японского моря. Расположена между мысом Таранцева и мысом Шульца, образует западное побережье полуострова Гамова. Открыта к западу, вдаётся в материк на 2,9 км. Ширина у входа 1,5 км. Глубина до 39 м.
Берег преимущественно высокий, местами обрывистый, поросший лесом. На выходе из бухты находятся острова Таранцева, в центральной части бухты — камни Клыкова.
Впервые нанесена на карту в 1862—1863 годах экспедицией подполковника В. М. Бабкина, как бухта Гамова. Подробно исследована в 1888 году экипажем корвета «Витязь». Тогда же и была переименована в честь своего корабля.
В восточной части бухты расположено село Витязь.
Административно бухта входит в состав Хасанского района Приморского края России.